# Skalka (Moravskoslezské Beskydy)
Skalka je hora s vrcholem v nadmořské výšce 1037 m v pohoří Moravskoslezské Beskydy. Nachází se na katastrálním území obce Trojanovice v okrese Nový Jičín v Moravskoslezském kraji.

## Další informace
Na vrcholu kopce jsou skály, které tvoří poměrně velký mrazový srub porostlý stromy a dalším porostem a ze strany stezky odkrytý až na skálu. K vrcholu, který se nachází na okraji národní přírodní rezervace Kněhyně - Čertův mlýn, vedou turistické stezky od hory Čertův mlýn nebo Tanečnice.

## Galerie

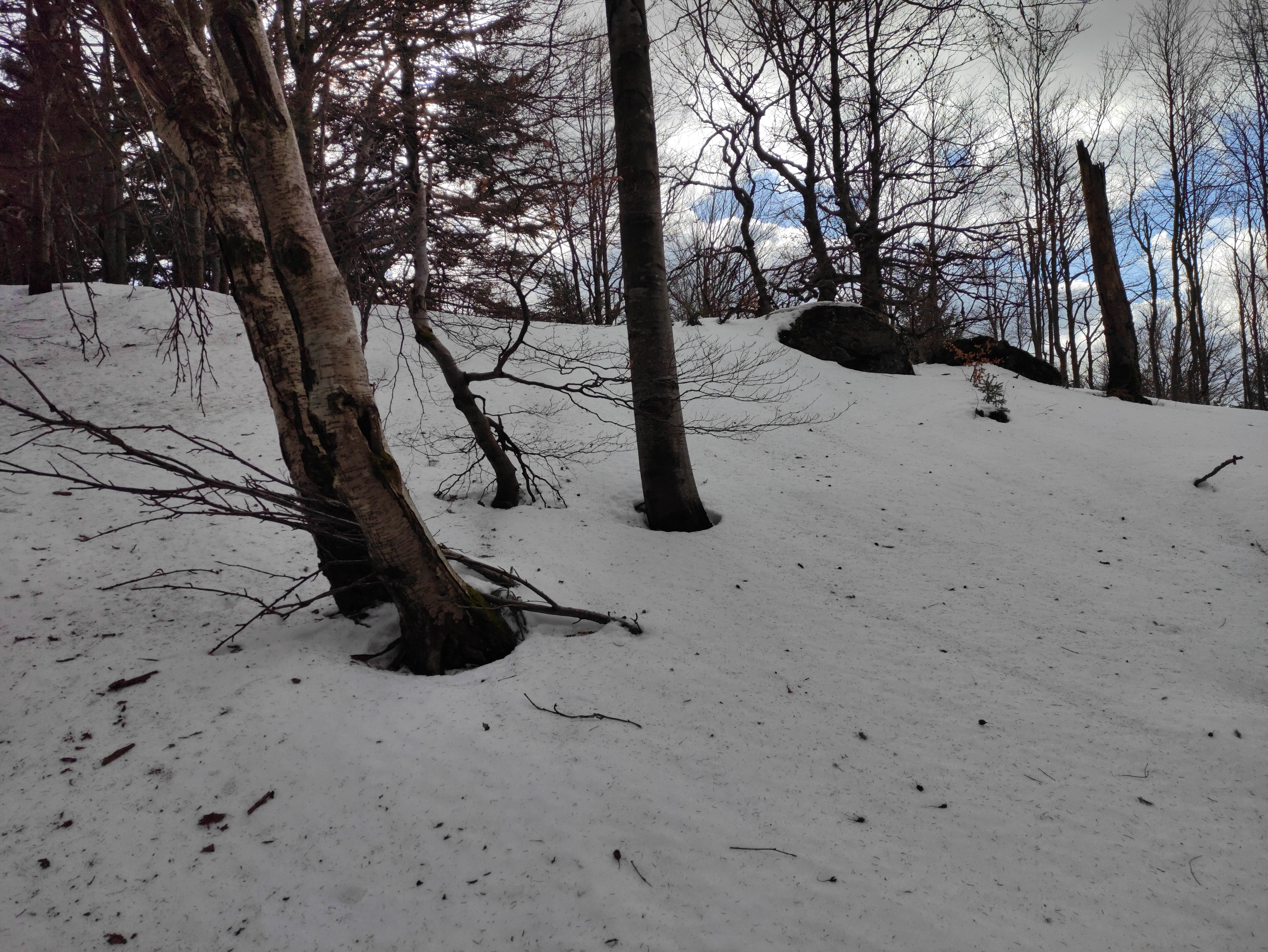